# ¡A cantar!
¡A cantar! España es un programa de televisión español original de Netflix. Es presentado por Ricky Merino y fue estrenado a nivel mundial el 24 de julio de 2020.
A partir de la primera semana de septiembre de 2020 fue emitido en MTV (España).

## Mecánica
Espacio musical en el que seis participantes deben demostrar sus habilidades para el canto interpretando canciones conocidas al estilo del conocido videojuego de karaoke SingStar. El que mejor lo haga se llevará para su casa un bote de hasta 30.000 euros, que se irá acumulando según vayan pasando las rondas y se superen las distintas fases.

## Equipo
- Presentador: Ricky Merino

## Episodios
| Temporada | Temporada | Episodios | Episodios | Lanzamiento original | Lanzamiento original |
| --------- | --------- | --------- | --------- | -------------------- | -------------------- |
|           | 1         | 8         | 8         | 24 de julio de 2020  | 24 de julio de 2020  |

### Primera temporada (2020)
| N.º | Título                  | Fecha de lanzamiento original |
| --- | ----------------------- | ----------------------------- |
| 1   | «Fiesta en la arena»    | 24 de julio de 2020           |
| 2   | «Números 1»             | 24 de julio de 2020           |
| 3   | «Directo al corazón»    | 24 de julio de 2020           |
| 4   | «Sabor latino»          | 24 de julio de 2020           |
| 5   | «Canciones de película» | 24 de julio de 2020           |
| 6   | «Los ochenta»           | 24 de julio de 2020           |
| 7   | «Pop Rock»              | 24 de julio de 2020           |
| 8   | «Divas»                 | 24 de julio de 2020           |

### Canciones

#### 1.- Fiesta en la Arena
- The Black Eyed Peas - I Gotta Feeling
- Nancys Rubias - Me encanta
- Daft Punk y Pharrell Williams - Get Lucky
- Raphael - Mi gran noche
- Katy Perry - Firework
- Robbie Williams - Let Me Entertain You

| N.º Eliminado | Cantante | Profesión            | Afinación máxima | Afinación mínima | Canción                                   |
| ------------- | -------- | -------------------- | ---------------- | ---------------- | ----------------------------------------- |
| Ganadora      | Carla    | Estudiante de ADE    | 96%              | 60%              | Robbie Williams - Let Me Entertain You    |
| 5.º eliminado | Juanjo   | Encargado de karaoke | 77%              | 73%              | Robbie Williams - Let Me Entertain You    |
| 4.º eliminado | Alberto  | Profesor de Primaria | 77%              | 51%              | Katy Perry - Firework                     |
| 3.ª eliminada | Cris     | Profesora de Música  | 66%              | 47%              | Raphael - Mi gran noche                   |
| 2.ª eliminada | Shamira  | Camarera             | 69%              | 44%              | Daft Punk y Pharrell Williams - Get Lucky |
| 1.ª eliminada | Noe      | Mánager de spa       | 83%              | —                | Nancys Rubias - Me encanta                |

#### 2.- Números 1
- Estopa - Cacho a cacho
- Maroon 5 y Christina Aguilera - Moves like Jagger
- Backstreet Boys - I Want It That Way
- El Canto del Loco - Zapatillas
- Céline Dion - My Heart Will Go On
- Miley Cyrus - Wrecking Ball

| N.º Eliminado  | Cantante  | Profesión                     | Afinación máxima | Afinación mínima | Canción                                           | Premio de Ricky | Nota de oro |
| -------------- | --------- | ----------------------------- | ---------------- | ---------------- | ------------------------------------------------- | --------------- | ----------- |
| Ganadora       | Belén     | Camarera                      | 86%              | 62%              | Miley Cyrus - Wrecking Ball                       |                 |             |
| 5.º eliminado  | Christian | Estudiante de Medicina        | 85%              | 62%              | Miley Cyrus - Wrecking Ball                       |                 | ✓           |
| 4.º eliminado  | Pascu     | Profesor de Informática       | 74%              | 46%              | Céline Dion - My Heart Will Go On                 | ✓               |             |
| 3.ª eliminada  | Celia     | Farmacéutica                  | 73%              | 61%              | El Canto del Loco - Zapatillas                    |                 |             |
| 2.ª eliminada  | Mara      | Agente de Atención al cliente | 66%              | 66%              | Backstreet Boys - I Want It That Way              |                 |             |
| 1.er eliminado | Rafa      | Dependiente                   | 50%              | —                | Maroon 5 y Christina Aguilera - Moves like Jagger |                 |             |

#### 3.- Directo al corazón
- Aretha Franklin - I Say a Little Prayer
- Mecano - Mujer contra mujer
- Justin Timberlake - Can't Stop the Feeling!
- Alejandro Sanz - Y, ¿si fuera ella?
- Adele - Rolling in the Deep
- Lady Gaga - Bad Romance

| N.º Eliminado  | Cantante  | Profesión                  | Afinación máxima | Afinación mínima | canción                                     |
| -------------- | --------- | -------------------------- | ---------------- | ---------------- | ------------------------------------------- |
| Ganadora       | Mireia    | Profesora                  | 74%              | 66%              | Lady Gaga - Bad Romance                     |
| 5.ª eliminada  | Elena     | Teleoperadora              | 70%              | 60%              | Lady Gaga - Bad Romance                     |
| 4.º eliminado  | Guillermo | Cuidador                   | 64%              | 48%              | Adele - Rolling in the Deep                 |
| 3.ª eliminada  | Leire     | Cajera en McDonald's       | 59%              | 52%              | Alejandro Sanz - Y, ¿si fuera ella?         |
| 2.º eliminado  | Sebas     | Diseñador gráfico          | 77%              | 64%              | Justin Timberlake - Can't Stop the Feeling! |
| 1.er eliminado | Pedro     | Estudiante de Criminología | 67%              | —                | Mecano - Mujer contra mujer                 |

#### 4.- Sabor Latino
- Jennifer López - Let's Get Loud
- Enrique Iglesias, Descemer Bueno y Gente de Zona - Bailando
- Gloria Estefan - Oye
- Ricky Martin - Livin' la vida loca
- La 5ª Estación - Me muero
- Marc Anthony - Valió la pena

| N.º Eliminado | Cantante | Profesión              | Afinación máxima | Afinación mínima | Canción                                                     |
| ------------- | -------- | ---------------------- | ---------------- | ---------------- | ----------------------------------------------------------- |
| Ganador       | Israel   | Camarero               | 82%              | 59%              | Marc Anthony - Valió la pena                                |
| 5.ª eliminada | Nathaly  | Productora audiovisual | 86%              | 70%              | Marc Anthony - Valió la pena                                |
| 4.º eliminado | Aleix    | Doblador               | 74%              | 53%              | La 5ª Estación - Me muero                                   |
| 3.ª eliminada | Gloria   | Agente inmobiliario    | 68%              | 65%              | Ricky Martin - Livin' la vida loca                          |
| 2.º eliminado | José     | Encargado de bar       | 78%              | 78%              | Gloria Estefan - Oye                                        |
| 1.ª eliminada | Fina     | Pescadera              | —                | 54%              | Enrique Iglesias, Descemer Bueno y Gente de Zona - Bailando |

#### 5.- Canciones de película
- ABBA - Mamma Mia
- Conchita Velasco - Chica ye ye
- Lady Gaga y Bradley Cooper - Shallow
- Marisol - Tómbola
- Whitney Houston - I Will Always Love You
- Irene Cara - Fame

| N.º Eliminado  | Cantante | Profesión                | Afinación máxima | Afinación mínima | Canción                                  |
| -------------- | -------- | ------------------------ | ---------------- | ---------------- | ---------------------------------------- |
| Ganadora       | Nereida  | Soldado profesional      | 80%              | 60%              | Irene Cara - Fame                        |
| 5.ª eliminada  | Nuria    | Cajera de supermercado   | 71%              | 52%              | Irene Cara - Fame                        |
| 4.º eliminado  | Jesús    | Legionario               | 71%              | 55%              | Whitney Houston - I Will Always Love You |
| 3.ª eliminada  | Dulce    | Estudiante de Enfermería | 76%              | 52%              | Marisol - Tómbola                        |
| 2.ª eliminada  | Jen      | Marketing manager        | 73%              | 68%              | Lady Gaga y Bradley Cooper - Shallow     |
| 1.er eliminado | Adri     | Ingeniero informático    | 67%              | —                | Conchita Velasco - Chica ye ye           |

#### 6.- Los Ochenta
- Tequila - Salta!
- Rick Astley - Never Gonna Give You Up
- Katrina & the Waves - Walking on Sunshine
- Madonna - Like a Virgin
- Tino Casal - Eloise
- The Communards - Never Can Say Goodbye

| N.º Eliminado  | Cantante | Profesión                     | Afinación máxima | Afinación mínima | Canción                                   |
| -------------- | -------- | ----------------------------- | ---------------- | ---------------- | ----------------------------------------- |
| Ganador        | Jesús    | Protésico dental              | 86%              | 69%              | The Communards - Never Can Say Goodbye    |
| 5.ª eliminada  | Selene   | Educadora social              | 75%              | 60%              | The Communards - Never Can Say Goodbye    |
| 4.ª eliminada  | Almudena | Nutricionista                 | 67%              | 51%              | Tino Casal - Eloise                       |
| 3.ª eliminada  | Dan Dann | Diseñadora de joyas           | 73%              | 61%              | Madonna - Like a Virgin                   |
| 2.º eliminado  | Diego    | Peluquero                     | 63%              | 58%              | Katrina & the Waves - Walking on Sunshine |
| 1.er eliminado | Miguel   | Agente de Atención al cliente | 60%              | —                | Rick Astley - Never Gonna Give You Up     |

#### 7.- Pop Rock
- Europe - The Final Countdown
- Miguel Ríos - Bienvenidos
- Aerosmith - I Don't Want to Miss a Thing
- Héroes del Silencio - Entre dos tierras
- Bon Jovi - It's My Life
- Alanis Morissette - Ironic

| N.º Eliminado | Cantante | Profesión           | Afinación máxima | Afinación mínima | Canción                                  |
| ------------- | -------- | ------------------- | ---------------- | ---------------- | ---------------------------------------- |
| Ganador       | Ramón    | Redactor            | 75%              | 58%              | Alanis Morissette - Ironic               |
| 5.º eliminado | Jesús    | Veterinario         | 76%              | 60%              | Alanis Morissette - Ironic               |
| 4.ª eliminada | Amelia   | Auxiliar de vuelo   | 69%              | 60%              | Bon Jovi - It's My Life                  |
| 3.ª eliminada | Jennifer | Paseadora de perros | 72%              | 53%              | Héroes del Silencio - Entre dos tierras  |
| 2.º eliminado | Sergio   | Fisioterapeuta      | 71%              | 51%              | Aerosmith - I Don't Want to Miss a Thing |
| 1.ª eliminada | Anahí    | Dependiente         | 66%              | —                | Miguel Ríos - Bienvenidos                |

#### 8.- Divas
- Mónica Naranjo - Sobreviviré
- Cher - Believe
- Gloria Gaynor - I Will Survive
- Marta Sánchez - Soy yo
- Sia - Chandelier
- Rihanna - Diamonds

| N.º Eliminado  | Cantante | Profesión                         | Afinación máxima | Afinación mínima | Canción                        |
| -------------- | -------- | --------------------------------- | ---------------- | ---------------- | ------------------------------ |
| Ganador        | Domingo  | Estudiante de Restauación de arte | 78%              | 49%              | Rihanna - Diamonds             |
| 5.º eliminado  | Álvaro   | Desempleado                       | 75%              | 62%              | Rihanna - Diamonds             |
| 4.ª eliminada  | Sandra   | Comerciante                       | 72%              | 57%              | Sia - Chandelier               |
| 3.ª eliminada  | Marta    | Fotógrafa de moda                 | 66%              | 38%              | Marta Sánchez - Soy yo         |
| 2.ª eliminada  | Triana   | Profesora de Inglés               | 66%              | 54%              | Gloria Gaynor - I Will Survive |
| 1.er eliminado | Marc     | Estudiante de Ingeniería          | —                | 36%              | Cher - Believe                 |